# Barbula pichinchensis
Barbula pichinchensis là một loài rêu trong họ Pottiaceae. Loài này được (Taylor) Müll. Hal. mô tả khoa học đầu tiên năm 1849.